# Han Na-lae
Han Na-lae (Incheon, 6 luglio 1992) è un'ex tennista sudcoreana.

## Carriera
Han Na-lae ha vinto 13 titoli nel singolare e 28 titoli nel doppio nel circuito ITF. il 29 maggio 2017 ha raggiunto la sua migliore posizione nel singolare WTA piazzandosi 157º. Il 18 aprile 2016 ha raggiunto il miglior piazzamento mondiale nel doppio alla posizione nº165.
Na-Lae ha debuttato in un tabellone principale di un torneo WTA all'Hansol Korea Open 2014.

## Statistiche WTA

### Doppio

#### Vittorie (1)
| Legenda               | Legenda      |
| --------------------- | ------------ |
| Grande Slam (0)       |              |
| Ori Olimpici (0)      |              |
| WTA Finals (0)        |              |
| WTA Elite Trophy (0)  |              |
| Dal 2009 al 2020      | Dal 2021     |
| Premier Mandatory (0) | WTA 1000 (0) |
| Premier 5 (0)         | WTA 1000 (0) |
| Premier (0)           | WTA 500 (0)  |
| International (1)     | WTA 250 (0)  |

| N. | Data              | Torneo                  | Superficie | Compagna    | Avversarie in finale        | Punteggio |
| 1. | 23 settembre 2018 | Hansol Korea Open, Seul | Cemento    | Choi Ji-hee | Hsieh Shu-ying Hsieh Su-wei | 6-3, 6-2  |

## Circuito WTA 125

### Doppio

#### Vittorie (2)
| N. | Data             | Torneo                     | Superficie  | Compagna      | Avversarie in finale                      | Punteggio        |
| 1. | 26 dicembre 2021 | Hana Bank Korea Open, Seul | Cemento (i) | Choi Ji-hee   | Valentini Grammatikopoulou Réka Luca Jani | 6-4, 6-4         |
| 2. | 24 giugno 2023   | Veneto Open, Gaiba         | Erba        | Jang Su-jeong | Weronika Falkowska Katarzyna Piter        | 6-3, 3-6, [10-6] |

## Statistiche ITF

### Singolare

#### Vittorie (13)
| Torneo $100.000 (0) |
| Torneo $80.000 (0)  |
| Torneo $75.000 (0)  |
| Torneo $60.000 (0)  |
| Torneo $50.000 (0)  |
| Torneo $40.000 (0)  |
| Torneo $25.000 (11) |
| Torneo $15.000 (1)  |
| Torneo $10.000 (1)  |

| N.  | Data             | Torneo                                                                     | Superficie | Rivale              | Risultato     |
| 1.  | 14 agosto 2011   | Senao Cup Women's Circuit, Taipei                                          | Cemento    | Emi Mutaguchi       | 6–3, rit.     |
| 2.  | 3 novembre 2013  | Samsung Securities Cup, Seul                                               | Cemento    | Kim Da-hye          | 6-4, 6-4      |
| 3.  | 8 marzo 2015     | Nyrstar Port Pirie International, Port Pirie                               | Cemento    | Jang Su-jeong       | 3-6, 6-4, 6-2 |
| 4.  | 27 dicembre 2015 | Chang ITF Pro Circuit, Bangkok                                             | Cemento    | Risa Ozaki          | 6–2, 6–4      |
| 5.  | 22 maggio 2016   | ITF NH NongHyup Goyang Women's Challenger Tennis, Goyang                   | Cemento    | Harriet Dart        | 6-3, 6-2      |
| 6.  | 10 luglio 2016   | ITF Womens Tennis Tournament Yuxi, Yuxi                                    | Cemento    | Lu Jiaxi            | 5–7, 6–1, 6–3 |
| 7.  | 21 maggio 2017   | Incheon Women's Challenger, Incheon                                        | Cemento    | Luksika Kumkhum     | 7-6(2), 7-5   |
| 8.  | 24 luglio 2018   | ITF Daegu Women's Circuit, Taegu                                           | Cemento    | Misaki Doi          | 5-2, rit.     |
| 9.  | 14 aprile 2019   | Fuji Yakuhin Cup, Osaka                                                    | Cemento    | Wang Xiyu           | 7-5, 3-6, 6-3 |
| 10. | 2 giugno 2019    | Incheon Women's Challenger, Incheon                                        | Cemento    | Anastasija Gasanova | 6-3, 6-0      |
| 11. | 9 giugno 2019    | Women's Daegu, Taegu                                                       | Cemento    | Haruna Arakawa      | 6–1, 6-2      |
| 12. | 23 gennaio 2022  | Magic Tours, Monastir                                                      | Cemento    | Katherine Sebov     | 6-3, 6-2      |
| 13. | 13 novembre 2022 | Yokohama Keio Challenger Women's International Tennis Tournament, Yokohama | Cemento    | Miyu Katō           | 7-5, 6-0      |

#### Sconfitte (12)
| Torneo $100.000 (0) |
| Torneo $80.000 (0)  |
| Torneo $75.000 (0)  |
| Torneo $60.000 (1)  |
| Torneo $50.000 (0)  |
| Torneo $40.000 (0)  |
| Torneo $25.000 (8)  |
| Torneo $15.000 (1)  |
| Torneo $10.000 (2)  |

| N.  | Data            | Torneo                                                     | Superficie | Rivale             | Risultato        |
| 1.  | 8 maggio 2011   | Sree Nidhi ITF $10,000 Womens Tennis Tournament, Hyderabad | Cemento    | Keren Shlomo       | 1–6, 4–6         |
| 2.  | 12 maggio 2013  | Seoul Open, Seul                                           | Cemento    | Zhou Yimiao        | 2–6, 1–6         |
| 3.  | 6 luglio 2014   | ITF Gimcheon Women's Circuit, Gimcheon                     | Cemento    | Lee So-ra          | 6(2)-7, 6-2, 4-6 |
| 4.  | 29 maggio 2016  | Incheon Women's Challenger, Incheon                        | Cemento    | Jeong Su-nam       | 4–6, 6–4, 4–6    |
| 5.  | 2 aprile 2017   | Kofu International Open Tennis, Kōfu                       | Cemento    | Mayo Hibi          | 7-5, 3-6, 2-6    |
| 6.  | 20 maggio 2018  | Incheon Women's Challenger, Incheon                        | Cemento    | Liang En-shuo      | 2-6, 6-0, 5-7    |
| 7.  | 4 novembre 2018 | Bank of Liuzhou Cup, Liuzhou                               | Cemento    | Wang Yafan         | 4-6, 2-6         |
| 8.  | 27 gennaio 2019 | Singapore ITF Women's Circuit, Singapore                   | Cemento    | Zhu Lin            | 2-6, 3-6         |
| 9.  | 30 gennaio 2022 | Magic Tours, Monastir                                      | Cemento    | Nigina Abduraimova | 3-6, 6-4, 6(7)-7 |
| 10. | 5 giugno 2022   | ITF Changwon Women's Challenger Tennis, Changwon           | Cemento    | Kurumi Nara        | 3-6, 1-6         |
| 11. | 2 aprile 2023   | Kofu Open Tennis, Kōfu                                     | Cemento    | Jang Su-jeong      | 6-2, 3-6, 2-6    |
| 12. | 16 aprile 2023  | SEIMS Cup, Osaka                                           | Cemento    | Maddison Inglis    | 3-6, 6(2)-7      |

### Doppio

#### Vittorie (28)
| Torneo $100.000 (1) |
| Torneo $80.000 (1)  |
| Torneo $75.000 (0)  |
| Torneo $60.000 (1)  |
| Torneo $50.000 (0)  |
| Torneo $40.000 (0)  |
| Torneo $25.000 (18) |
| Torneo $15.000 (1)  |
| Torneo $10.000 (6)  |

| N.  | Data             | Torneo                                                                     | Superficie  | Compagna        | Avversarie in finale                    | Punteggio           |
| 1.  | 21 novembre 2009 | Smart ITF Women's Circuit, Manila                                          | Cemento     | Yoo Mi          | Czarina Arevalo Katharina Lehnert       | 6-0, 6-3            |
| 2.  | 7 maggio 2011    | Sree Nidhi ITF $10,000 Womens Tennis Tournament, Hyderabad                 | Cemento     | Lee So-ra       | Sowjanya Bavisetti Natasha Palha        | 6-3, 6-2            |
| 3.  | 2 febbraio 2013  | GD Tennis Academy, Adalia                                                  | Terra rossa | Lee Jin-a       | Eva Fernández Brugués Isabella Šinikova | 6-3, 6-3            |
| 4.  | 30 marzo 2013    | Asia University International Open Tennis, Distretto di Nishitama          | Cemento     | Kang Seo-kyung  | Eri Hozumi Makoto Ninomiya              | 6-4, 6(4)-7, [10-6] |
| 5.  | 29 giugno 2013   | ITF Gimcheon Women's Challenger Tennis, Gimcheon                           | Cemento     | Yoo Mi          | Kim Yun-hee Yoo Jin                     | 6–3, 6–3            |
| 6.  | 2 novembre 2013  | Samsung Securities Cup, Seul                                               | Cemento     | Yoo Mi          | Kim Sun-jung Yu Min-hwa                 | 2–6, 6–3, [10–6]    |
| 7.  | 15 marzo 2014    | ITF Women's Circuit Shenzhen, Shenzhen                                     | Cemento     | Yoo Mi          | Natela Dzalamidze Polina Lejkina        | 6–1, 6–1            |
| 8.  | 10 maggio 2014   | Incheon Women's Challenger, Incheon                                        | Cemento     | Yoo Mi          | Noppawan Lertcheewakarn Melis Sezer     | 6–1, 6–1            |
| 9.  | 19 luglio 2014   | Chang ITF Thailand Pro Circuit Phuket, Phuket                              | Cemento     | Yoo Mi          | Akari Inoue Lee Ya-hsuan                | 6-4, 6-3            |
| 10. | 30 maggio 2015   | ITF Changwon Women's Challenger Tennis, Changwon                           | Cemento     | Yoo Mi          | Mana Ayukawa Makoto Ninomiya            | 6–3, 6–1            |
| 11. | 13 giugno 2015   | ITF Goyang Women's Challenger, Goyang                                      | Cemento     | Yoo Mi          | Liu Chang Lu Jiajing                    | 6–1, 7-5            |
| 12. | 24 luglio 2015   | Zhengzhou Open, Zhengzhou                                                  | Cemento     | Jang Su-jeong   | Liu Chang Zhang Ling                    | 6–3, 6–0            |
| 13. | 9 aprile 2016    | ITF Changwon Women's Challenger Tennis, Changwon                           | Cemento     | Yoo Mi          | Lu Jiajing Elise Mertens                | 4-6, 6-3, [10-7]    |
| 14. | 2 aprile 2017    | Kōfu International Open Tennis, Kōfu                                       | Cemento     | Luksika Kumkhum | Erina Hayashi Robu Kajitani             | 6-3, 6-0            |
| 15. | 12 maggio 2018   | ITF Goyang Women's Challenger, Goyang                                      | Cemento     | Lee So-ra       | Ulrikke Eikeri Akiko Ōmae               | 6-2, 5-7, [10-2]    |
| 16. | 19 maggio 2018   | Incheon Women's Challenger, Incheon                                        | Cemento     | Kim Na-ri       | Chang Kai-chen Hsu Ching-wen            | 5-0, rit.           |
| 17. | 9 marzo 2019     | Yokohama Keio Challenger Women's International Tennis Tournament, Yokohama | Cemento     | Choi Ji-hee     | Rutuja Bhosale Akiko Ōmae               | 6-1, 7-5            |
| 18. | 13 aprile 2019   | Fuji Yakuhin Cup, Osaka                                                    | Cemento     | Choi Ji-hee     | Hsu Ching-wen Wang Xiyu                 | 6-4, 5-7, [10-8]    |
| 19. | 1º giugno 2019   | Incheon Women's Challenger, Incheon                                        | Cemento     | Choi Ji-hee     | Kanako Morisaki Minori Yonehara         | 6–3, 6–3            |
| 20. | 16 novembre 2019 | Ando Securities Open, Tokyo                                                | Cemento     | Choi Ji-hee     | Haruka Kaji Junri Namigata              | 6–3, 6–3            |
| 21. | 20 marzo 2021    | MTA Open Series, Adalia                                                    | Terra rossa | Lee So-ra       | Jessie Aney Park So-hyun                | 4-6, 7-5, [10-4]    |
| 22. | 10 luglio 2021   | Open São Domingos, Lisbona                                                 | Cemento     | Momoko Kobori   | Ingrid Gamarra Martins Ma Shuyue        | 6-3, 6-1            |
| 23. | 29 gennaio 2022  | Magic Hotel Tours, Monastir                                                | Cemento     | Eudice Chong    | Hanna Kubarava Marija Timofeeva         | 7-5, 6-3            |
| 24. | 26 marzo 2022    | ACT Clay Court International, Canberra                                     | Terra rossa | Jang Su-jeong   | Yuki Naito Moyuka Uchijima              | 3-6, 6-2, [10-5]    |
| 25. | 4 giugno 2022    | ITF Changwon International Women's Tour Tennis, Changwon                   | Cemento     | Choi Ji-hee     | Lee Ya-hsuan Wu Fang-hsien              | 6–3, 4–6, [15–13]   |
| 26. | 11 giugno 2022   | ITF Incheon International Women's Tour Tennis, Incheon                     | Cemento     | Choi Ji-hee     | Lee Ya-hsuan Wu Fang-hsien              | 5–7, 6–4, [10–6]    |
| 27. | 1º aprile 2023   | Kofu Open Tennis, Kōfu                                                     | Cemento     | Jang Su-jeong   | Georgina García Pérez Eri Hozumi        | 6-0, 6-4            |
| 28. | 6 maggio 2023    | Kangaroo Cup International Ladies Open Tennis, Gifu                        | Cemento     | Jang Su-jeong   | Lee Ya-hsuan Wu Fang-hsien              | 7-6(3), 2-6, [10-8] |

#### Sconfitte (21)
| Torneo $100.000 (1) |
| Torneo $80.000 (0)  |
| Torneo $75.000 (0)  |
| Torneo $60.000 (3)  |
| Torneo $50.000 (0)  |
| Torneo $40.000 (1)  |
| Torneo $25.000 (11) |
| Torneo $15.000 (1)  |
| Torneo $10.000 (4)  |

| N.  | Data              | Torneo                                                                     | Superficie  | Compagna               | Avversarie in finale                      | Punteggio           |
| 1.  | 14 novembre 2009  | Smart ITF Women's Circuit, Manila                                          | Cemento     | Yoo Mi                 | Kim Sun-jung Lee Ye-ra                    | 4–6, 6–4, [6–10]    |
| 2.  | 1º settembre 2012 | ITF Women's Circuit Yeongwol, Contea di Yeongwol                           | Cemento     | Jang Su-jeong          | Kim Sun-jung Yu Min-hwa                   | 3–6, 5–7            |
| 3.  | 23 marzo 2013     | Kofu International Open Tennis, Kōfu                                       | Cemento     | Yang Zi                | Akari Inoue Hiroko Kuwata                 | 6-3, 5-7, [7-10]    |
| 4.  | 20 maggio 2013    | ITF NH NongHyup Goyang Women's Challenger Tennis, Goyang                   | Cemento     | Yoo Mi                 | Nao Hibino Akiko Ōmae                     | 4-6, 4-6            |
| 5.  | 3 maggio 2014     | Seoul Open Women's Challenger, Seul                                        | Cemento     | Yoo Mi                 | Liu Chang Tian Ran                        | 4–6, 7–6(5), [6–10] |
| 6.  | 6 luglio 2014     | ITF Gimcheon Women's Circuit, Gimcheon                                     | Cemento     | Yoo Mi                 | Choi Ji-hee Makoto Ninomiya               | 3-6, 6(6)-7         |
| 7.  | 26 luglio 2014    | Chang ITF Thailand Pro Circuit Phuket, Phuket                              | Cemento     | Yoo Mi                 | Nicha Lertpitaksinchai Peangtarn Plipuech | 3–6, 7–6(5), [9–11] |
| 8.  | 24 aprile 2015    | ITF Women's Circuit Shenzhen, Shenzhen                                     | Cemento     | Jang Su-jeong          | Noppawan Lertcheewakarn Lu Jiajing        | 4-6, 5-7            |
| 9.  | 19 febbraio 2016  | Perth Tennis International, Perth                                          | Cemento     | Jang Su-jeong          | Tammi Patterson Katarzyna Piter           | 6-4, 2-6, [3-10]    |
| 10. | 8 aprile 2017     | Kashiwa Open, Kashiwa                                                      | Cemento     | Peangtarn Plipuech     | Jang Su-jeong Lee Ya-hsuan                | 3-6, 6-3, [4-10]    |
| 11. | 7 aprile 2018     | Kashiwa Open, Kashiwa                                                      | Terra rossa | Robu Kajitani          | Kyōka Okamura Ayaka Okuno                 | 2–6, 2-6            |
| 12. | 15 giugno 2018    | Singapore Futures, Singapore                                               | Cemento     | Lee So-ra              | Haruka Kaji Akiko Ōmae                    | 5-7, 2-6            |
| 13. | 9 giugno 2019     | Women's Daegu, Taegu                                                       | Cemento     | Choi Ji-hee            | Hsieh Yu-chieh Lee Pei-chi                | 3-6, 6(5)-7         |
| 14. | 11 giugno 2021    | Internacional Brezo Osuna Trofeo Arcadis, Madrid                           | Cemento     | Mana Ayukawa           | Destanee Aiava Olivia Gadecki             | 3-6, 3-6            |
| 15. | 16 luglio 2022    | Nur-Sultan International Tournament, Nur-Sultan                            | Cemento     | Choi Ji-hee            | Momoko Kobori Ankita Raina                | 2-6, 6-3, [8-10]    |
| 16. | 14 agosto 2022    | Koser Jewelers Pro Circuit Tennis Challenge, Landisville                   | Cemento     | Jang Su-jeong          | Sophie Chang Anna Danilina                | 6-2, 6(4)-7, [9-11] |
| 17. | 20 agosto 2022    | NYJTL Bronx Open, The Bronx                                                | Cemento     | Hiroko Kuwata          | Anna Blinkova Simona Waltert              | 3-6, 3-6            |
| 18. | 29 ottobre 2022   | City of Playford Tennis International, Città di Playford                   | Cemento     | Priska Madelyn Nugroho | Alexandra Bozovic Talia Gibson            | 5-7, 4-6            |
| 19. | 12 novembre 2022  | Yokohama Keio Challenger Women's International Tennis Tournament, Yokohama | Cemento     | Mai Hontama            | Saki Imamura Naho Sato                    | 4-6, 6-4, [5-10]    |
| 20. | 4 marzo 2023      | BeeTV Women's, Astana                                                      | Cemento (i) | Jang Su-jeong          | Anna Danilina Iryna Šymanovič             | 4-6, 7-6(8), [7-10] |
| 21. | 11 marzo 2023     | BeeTV Women's, Astana                                                      | Cemento (i) | Jang Su-jeong          | Polina Kudermetova Anastasija Tichonova   | 6-2, 3-6, [7-10]    |